# Félix Édouard Guérin-Méneville

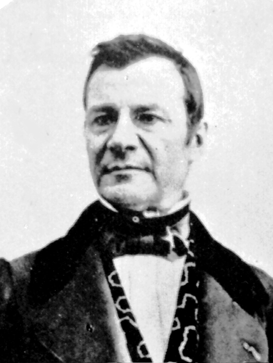
Félix Édouard Guérin-Méneville

Félix Édouard Guérin-Méneville (geb. Félix Édouard Guérin) (* 12. Oktober 1799 in Toulon; † 27. Januar 1874 in Paris im 6. Arrondissement) war ein französischer Entomologe, Malakologe und Tiermaler.

## Leben und Wirken
Guérin begann seine ersten wissenschaftlichen Studien noch in seiner Geburtsstadt Toulon. Seine Leidenschaft für die Naturwissenschaft wurde durch das Wirken der Forscher Jules-Sébastien-César Dumont d’Urville (1790–1842) und Louis Charles Lefébure de Cérisy (1789–1864) geweckt. Letzterer war Schüler der hoch angesehenen École polytechnique und im Auftrag von Muhammad Ali Pascha Konstrukteur des Marinearsenals in Alexandria sowie der ägyptischen Flotte. Nachdem Guérin-Méneville Toulon verlassen hatte, zog er zunächst für kurze Zeit nach Amiens, bevor er sich in Paris niederließ. Am 25. August 1825 heiratete er Marguerite-Elisa Simonet. Der einzige Sohn Isidore Guérin Menneville (1826–1891) war Doktor der Medizin. Erst im Jahr 1836 nahm Édouard Guérin den Doppelnamen Guérin-Méneville an.
Er starb nach kurzer schwerer Krankheit nach einem Schlaganfall.
Die Witwe Guérin-Méneville verstarb 7 Jahre später als ihr Mann am 27. Januar 1881.

Heiratsurkunde Félix Édouard Guérin-Méneville und Marguerite-Elisa Simonet
Geburtsurkunde von Isidore Guérin Menneville
Eintrag des Todes von Félix Édouard und Marguerite-Elisa Guérin-Méneville

## Wissenschaft
Im Jahr 1823 stellte Guérin-Méneville seine Sammlung zusammen mit dem Straßburger Insektenkundler Gustave Silbermann (1801–1876) bei General Pierre François Marie Auguste Dejean (1780–1845) aus. So wurde sie erstmals für eine große Anzahl von französischen und ausländischen Wissenschaftlern für deren Studien von Käfern zugängig. Die Ausstellung war der Beginn einer 50-jährigen freundschaftlichen Beziehung zwischen dem Entomologen Louis Alexandre Auguste Chevrolat (1799–1884) mit Silbermann und Guérin-Méneville. In Zeiten, in denen die Kommunikation unter Wissenschaftlern sehr schwierig waren, gab es für viele Besucher neue Käferarten aus dem Süden Frankreichs zu bestaunen. Die wissenschaftlichen Beiträge Guérin-Méneville waren zahlreich und bedeutend. Als Hermann August Hagen (1817–1893) im Jahr 1862 den ersten Band von Bibliotheca entomologica veröffentlichte, waren dort 320 Publikationen von Guérin-Méneville gelistet. Mit Iconographie du règne animal de G. Cuvier, ein Werk das zwischen 1829 und 1844 erschien, führte er das von Georges Cuvier (1789–1832) und Pierre André Latreille (1762–1833) begonnene Werk Le Règne Animal weiter. Iconographie du règne bestand aus 450 Tafeln und 4600 Abbildungen und zwei Bänden mit erklärendem Text. Neben Guérin-Méneville steuerten auch Künstler wie Jean-Gabriel Prêtre (1768–1849) und Jacques Christophe Werner (1798–1856) Illustrationen bei. Zwischen 1831 und 1838 gab er Magasin de zoologie, das von 1839 bis 1845 unter dem Namen Magasin de zoologie, d’anatomie comparée et de palaeontologie erschien, heraus. Als 1838 La Société Cuvierienne gegründet wird, wird er zusätzlich Herausgeber des Publikationsorgans der Gesellschaft, die unter dem Namen Revue Zoologique par La Société Cuvierienne bis ins Jahr 1848 erschien. Er selbst war eines der 140 Gründungsmitglieder der Gesellschaft. Ab dem Jahr 1849 legte er seine beiden Zeitschriften zusammen und gab sie bis zu seinem Tode unter dem Namen Revue et magasin de zoologie pure et appliquée heraus. Bis 1851 arbeitete er hierbei mit dem Naturforscher Adolphe Jean Focillon (1823–1890) zusammen. Nach seinem Tod wurde die Zeitschrift noch bis 1879 von Émile Deyrolle (1838–1917) weitergeführt. Von 1833 bis 1840 erschien unter seiner Federführung Dictionnaire pittoresque d’histoire naturelle et des phénomènes de la nature. In diesem umfangreichen Projekt arbeiteten viele Autoren mit, deren Beiträge man an ihrem Kürzel erkennen kann. So waren Gabriel Bibron (G. B.) (1805–1848), Émile Puillon Boblaye (B.) (1792–1843), Jean Baptiste Georges Geneviève Marcellin Bory de Saint-Vincent (B. DE. S. V.) (1780–1846), Amédée Burat (A. B.) (1809–1883), Jules Clavé (C. É.), Jean Théodore Cocteau (T. C.) (1798–1838), Charles Henry Dessalines d’Orbigny (D’O) (1806–1876), Louis Michel François Doyère (D. Y. R.) (1811–1863), Pierre-Louis Duclos (DUCL.) (1783–1853), François Foy (F. F.) (1793–1867), Prosper Garnot (P. Got.) (1794–1838), Paul Gentil (P. G.) (1794-18..), Jean-Joseph Zéphirin Gerbe (Z. G.) (1810–1890), François-Louis-Paul Gervais (GERV.) (1816–1879), Gabriel Grimaud de Caux (G. G. DE C.) (1800-18..), Antoine-Alphonse Guichenot (A. G.) (Alph. G.) (1809–1876), Henry Guillaumé (H. G.), Jean Jacques Nicolas Huot (J. H.) (1790–1845), Louis Hippolyte Huppé (H. HUP.) (1819–1867), Émile Jacquemin (Jacquemin) (1805–1896), Camille Jubé de la Perelle (C. J.), Claude François Lallemand (L.) (1790–1854), Jean-Hanani Laurent (LAUR.), Charles Louis Lemaires (C. LEM.), Jean Charles Lévêque (J. L.) (1818–1900), Pierre-Hippolyte Lucas (H. L.) (1814–1899), François Malepeyre (M.) (1794–1877), Gaspard Joseph Martin-Saint-Ange (M. S. A.), Victor Amédée Meunier (V. M.) (1817–1903), Achille Rémy Percheron (A. P.) (1797–1869), Alphonse-Auguste Rivière (A. R.) (1805–1877), Alexandre Rousseau (ALEX. R.), Louis-François-Emmanuel Rousseau (E. R.) (1788–1868), Pierre Louis Rousseau (L. R.) (1811-), Paul Karel Sander Leonard Rang (R.) (1784–1859), Arsène Thiébaut de Berneaud (T. n. B.) (1777–1850) und Pierre Théodore Virlet d'Aoust (TH. V.) (1800–1894) Autoren in diesem neunbändigen Werk. Guérin-Ménevilles Beiträge erschienen unter dem Kürzel (GUER.). Gemeinsam mit Achille Rémy Percheron publizierte er zwischen 1835 und 1838 in mehreren Lieferungen ein bedeutendes Buch mit dem Titel Genera des insectes.
In Voyage autour du monde: exécuté par ordre du roi, sur la corvette de Sa Majesté, la Coquille, pendant les années 1822, 1823, 1824, et 1825. und Voyage autour du monde par les Mers de l’Inde et de Chine exécuté sur la corvette de l’État la Favorite pendant les années 1830, 1831 et 1832 war er an der Beschreibung und Illustration der Krebstiere und/oder Insekten beteiligt. Des Weiteren trug er zu Voyage en Abyssinie, einem Werk, in dem die zoologische Ausbeute von Charlemagne Théophile Lefebvre (1811–1860), Antoine Petit, Léon Richard Quartin-Dillon (–1840) und Vignaud während ihrer Reise im Kaiserreich Abessinien in den Jahren 1839 und 1842 beschrieben wurde, bei. Über den ecuadorianischen Teil der Reise von Gaetano Osculati (1808–1894), brachte er 1855 einen Katalog mit den dort gesammelten Käfern heraus, der unter dem Namen Catalogue des insectes coléoptères: recueillis par M. Gaetano Osculati, pendant son exploration de la région équatoriale, sur les bords du Napo et de l’Amazone erschien.
In den letzten zehn bis zwölf Jahre widmete er sich der Seidenraupenzucht, der Entwicklung ihrer Larven und den Insekten im Allgemeinen. So führte er mit dem Götterbaum-Spinner (Samia cynthia), dem Japanischen Eichenseidenspinner (Antheraea yamamai) und dem Chinesischen Eichenseidenspinner (Antheraea pernyi) neue Arten in Frankreich ein, die dem wirtschaftlichen Wohlstand des Landes erhöhten. Er wurde zum Inspektor für Seidenraupenzucht ernannt, eine Arbeit, die ihn sehr erfüllte. Als ihm Zuge des Deutsch-Französischen Krieges 1870 die revolutionären Kräfte Pariser Kommune Einfluss bekamen, wurde das Budget für seine Reisen zu den Produktionsstandorten gestrichen. Dies hielt Guérin-Méneville aber nicht davon ab, in den Sommern 1871, 1872 und 1873 auf eigene Kosten seiner Passion nachzugehen. Als Peter II. von Brasilien ihn während eines Aufenthalts in Paris bat, in Brasilien eine Seidenraupenproduktion aufzubauen, lehnte er dies aufgrund seines fortgeschrittenen Alters ab.
Bei der Ausbildung von Eduard VII. fragte Königin Victoria bei Guérin-Méneville eine Insektensammlung an, die ihrem Sohn zu Unterrichtszwecken dienen sollte. Als Dank für die beeindruckende Sammlung, die sie von ihm erhalten hatte, schickte die Königin ein Pflanzenspross des Götterbaumes (Ailanthus altissima), den Pierre Nicolas Le Chéron d'Incarville (1706–1757) erstmals nach Europa brachte und bis zu diesem Zeitpunkt noch nicht in Frankreich existierte. Der Direktor des Jardin du Luxembourg Marie Auguste Rivière (1821–1877) kümmerte sich schließlich um die wertvolle Pflanze.
Guerin Méneville galt als offener und bescheidener Charakter, der mit Leichtigkeit kommunizierte und mit großer Prägnanz erklärte. Er förderte andere Wissenschaftler, indem er ihnen seine Bücher lieh, seine Sammlungen zeigte oder die Ergebnisse ihrer Forschungsergebnisse in seinen Veröffentlichungen großzügig einfügte.

## Mitgliedschaften und Auszeichnungen

Titelseite Revue et magazin de zoologie

Er war Mitglied der Ehrenlegion, Gründungsmitglied der Société Impériale et Centrale d’Agriculture, der Real Academia de Ciencias de Madrid, Mitglied der Academia de las Ciencias de Lisboa, der Accademia delle Scienze di Torino, der Accademia di Agricoltura di Torino, der Société Impériale des Naturalistes de Moscou, Gründungsmitglied der Société Cuvierienne, der Société entomologique de France und vielen anderen nationalen und ausländischen Gesellschaften. Außerdem war er Sekretär im Rat der Société impériale zoologique d’acclimatation. Zudem war er Träger des Ordens der Rose, Christusordens von Portugal, des Ordens der Krone von Italien und Offizier des Ordens der Eichenkrone. In der Société entomologique de France diente er 1846 als Präsident. Auch in der Société Protectrice des Animaux war er langjähriger Präsident.

## Dedikationsnamen
Auguste Boissonneau (1802–1883) widmete ihm 1840 das Artepitheton des Grünbart-Helmkolibris (Oxypogon guerinii). Für ihn findet man in der Literatur auch den englischen Trivialnamen Guerin’s Helmetcrest. Alfred Malherbe (1804–1865) beschrieb 1849 eine Unterart des Grauspechts, der heute unter dem Namen Picus canus guerini geführt wird und für den sich in englischer Literatur auch der Name Guerin’s Woodpecker findet.
Bereits 1840 beschrieb Guérin-Méneville einen Käfer Anisodera ferruginea, den Johann Christian Fabricius bereits 1801 beschrieben hatte. In seiner Analyse kam Joseph Sugar Baly (1816–1890) zu dem Schluss, dass es sich hierbei um eine neue Art handle und nannte sie deshalb Anisodera guerini.

## Erstbeschreibungen von Félix Édouard Guérin-Méneville
Guérin-Méneville hat einige Arten und Unterarten als Erstautor beschrieben.

### Gattungen
Zu den Gattungen, die Guérin-Méneville beschrieben hat, gehören chronologisch:
- Leptotarsus Guérin-Méneville, 1838 aus der Familie der Schnaken
- Leptonema Guérin-Méneville, 1843 aus der Ordnung der Köcherfliegen

### Vogelarten
Zu den Vogelarten, die Guérin-Méneville beschrieben hat, gehören chronologisch:
- Afrika-Waldohreule (Asio abyssinicus) (Guérin-Méneville, 1843)
- Grauuhu (Bubo cinerascens) Guérin-Méneville, 1843
- Rougetralle (Rougetius rougetii) (Guérin-Méneville, 1843)
- Singtimalie (Parophasma galinieri) (Guerin-Meneville, 1843)
- Somalibrillenvogel (Zosterops abyssinicus) Guérin-Méneville, 1843
- Weißkehlsänger (Irania gutturalis) (Guérin-Méneville, 1843)
- Weißrückenmeise (Parus leuconotus) Guérin-Méneville, 1843

## Werke (Auswahl)

### Jahr 1823
- Note topographique sur quelques Insectes coléoptères, et description de deux espèces des genres Badister et Bembidion. In: Bulletin de Science, par la Société philomathique. 1823, S. 121–124 (biodiversitylibrary.org [abgerufen am 12. Juni 2015]).

### Jahr 1824
- Note topographique sur quelques Insectes coléoptères, et description de deux espèces des genres Badister et Bembidion. In: Bulletin des sciences naturelles et de géologie. Band 3, 1824, S. 111–112 (biodiversitylibrary.org [abgerufen am 12. Juni 2015]).

### Jahr 1827
- Mémoire sur un insecte diptère du genre Bolitophile. In: Annales des sciences naturelles: comprenant La physiologie animale et végétale, l’anatomie comparée des deux règnes, la zoologie, la botanique, la minéralogie et la géologie. Band 10, 1827, S. 399–411 (biodiversitylibrary.org [abgerufen am 12. Juni 2015]).

### Jahr 1828
- Iconographie du règne animal de M. le baron G. Cuvier ou, Représentation d’après nature de l’une des espèces les plus et souvent non encore figurées de chaque genre d’animaux. Ouvrage povant servir d’atlas à tous les Traités de Zoologie, dédié à M. le baron Cuvier à M. Latreille. In: Bulletin des sciences naturelles et de géologie. Band 15, 1828, S. 129–130 (biodiversitylibrary.org [abgerufen am 12. Juni 2015]).

### Jahr 1829
- Iconographie du règne animal de M. le baron G. Cuvier ou, Représentation d’après nature de l’une des espèces les plus et souvent non encore figurées de chaque genre d’animaux. Ouvrage povant servir d’atlas à tous les Traités de Zoologie, dédié à M. le baron Cuvier à M. Latreille. In: Bulletin des sciences naturelles et de géologie. Band 16, Nr. 1, 1829, S. 114–115 (biodiversitylibrary.org [abgerufen am 12. Juni 2015]).
- Mémoire sur un insecte diptère du genre Bolitophile. In: Bulletin des sciences naturelles et de géologie. Band 16, Nr. 1, 1829, S. 153–154 (biodiversitylibrary.org [abgerufen am 12. Juni 2015]).
- Iconographie du règne animal de M. le baron G. Cuvier ou, Représentation d’après nature de l’une des espèces les plus et souvent non encore figurées de chaque genre d’animaux. Ouvrage povant servir d’atlas à tous les Traités de Zoologie, dédié à M. le baron Cuvier à M. Latreille. In: Bulletin des sciences naturelles et de géologie. Band 17, Nr. 4, 1829, S. 105–107 (biodiversitylibrary.org [abgerufen am 12. Juni 2015]).
- Iconographie du règne animal de M. le baron G. Cuvier ou, Représentation d’après nature de l’une des espèces les plus et souvent non encore figurées de chaque genre d’animaux. Ouvrage povant servir d’atlas à tous les Traités de Zoologie, dédié à M. le baron Cuvier à M. Latreille. In: Bulletin des sciences naturelles et de géologie. Band 19, Nr. 10, 1829, S. 92–93 (biodiversitylibrary.org [abgerufen am 12. Juni 2015]).

### Jahr 1829 bis 1844
- Iconographie du règne animal de G. Cuvier: ou, Représentation d’après nature de l’une des espèces les plus et souvent non encore figurées de chaque genre d’animaux (= Planche des Animaux vertébrés. Band 1, 1829–1844). J.B. Baillière, Paris (biodiversitylibrary.org [abgerufen am 12. Juni 2015]).
- Iconographie du règne animal de G. Cuvier: ou, Représentation d’après nature de l’une des espèces les plus et souvent non encore figurées de chaque genre d’animaux (= Planche des Animaux invertébrés. Band 2, 1829–1844). J.B. Baillière, Paris (biodiversitylibrary.org [abgerufen am 12. Juni 2015]).
- Iconographie du règne animal de G. Cuvier: ou, Représentation d’après nature de l’une des espèces les plus et souvent non encore figurées de chaque genre d’animaux (= Text explicatif: Mammifères. Band 3, Nr. 1, 1829–1838). J.B. Baillière, Paris (biodiversitylibrary.org [abgerufen am 12. Juni 2015]).
- Iconographie du règne animal de G. Cuvier: ou, Représentation d’après nature de l’une des espèces les plus et souvent non encore figurées de chaque genre d’animaux (= Text explicatif: Oiseaux. Band 3, Nr. 2, 1829–1838). J.B. Baillière, Paris (biodiversitylibrary.org [abgerufen am 12. Juni 2015]).
- Iconographie du règne animal de G. Cuvier: ou, Représentation d’après nature de l’une des espèces les plus et souvent non encore figurées de chaque genre d’animaux (= Text explicatif: Reptiles. Band 3, Nr. 3, 1829–1838). J.B. Baillière, Paris (biodiversitylibrary.org [abgerufen am 12. Juni 2015]).
- Iconographie du règne animal de G. Cuvier: ou, Représentation d’après nature de l’une des espèces les plus et souvent non encore figurées de chaque genre d’animaux (= Text explicatif: Poissons. Band 3, Nr. 3, 1829–1838). J.B. Baillière, Paris (biodiversitylibrary.org [abgerufen am 12. Juni 2015]).
- Iconographie du règne animal de G. Cuvier: ou, Représentation d’après nature de l’une des espèces les plus et souvent non encore figurées de chaque genre d’animaux (= Text explicatif: Mollusques. Band 3, Nr. 4, 1829–1838). J.B. Baillière, Paris (biodiversitylibrary.org [abgerufen am 12. Juni 2015]).
- Iconographie du règne animal de G. Cuvier: ou, Représentation d’après nature de l’une des espèces les plus et souvent non encore figurées de chaque genre d’animaux (= Text explicatif: Zoophytes. Band 3, Nr. 5, 1829–1838). J.B. Baillière, Paris 5 (biodiversitylibrary.org [abgerufen am 12. Juni 2015]).
- Iconographie du règne animal de G. Cuvier: ou, Représentation d’après nature de l’une des espèces les plus et souvent non encore figurées de chaque genre d’animaux (= Text explicatif: Annélides. Band 3, Nr. 6, 1829–1838). J.B. Baillière, Paris 5 (biodiversitylibrary.org [abgerufen am 12. Juni 2015]).
- Iconographie du règne animal de G. Cuvier: ou, Représentation d’après nature de l’une des espèces les plus et souvent non encore figurées de chaque genre d’animaux (= Text explicatif: Crustacés. Band 3, Nr. 7, 1829–1838). J.B. Baillière, Paris (biodiversitylibrary.org [abgerufen am 12. Juni 2015]).
- Iconographie du règne animal de G. Cuvier: ou, Représentation d’après nature de l’une des espèces les plus et souvent non encore figurées de chaque genre d’animaux (= Text explicatif: Arachnides. Band 3, Nr. 8, 1829–1838). J.B. Baillière, Paris (biodiversitylibrary.org [abgerufen am 12. Juni 2015]).
- Iconographie du règne animal de G. Cuvier: ou, Représentation d’après nature de l’une des espèces les plus et souvent non encore figurées de chaque genre d’animaux (= Text explicatif: Insects. Band 3, Nr. 9, 1829–1838). J.B. Baillière, Paris (biodiversitylibrary.org [abgerufen am 12. Juni 2015]).

### Jahr 1830
- Iconographie du règne animal de M. le baron G. Cuvier ou, Représentation d’après nature de l’une des espèces les plus et souvent non encore figurées de chaque genre d’animaux. Ouvrage povant servir d’atlas à tous les Traités de Zoologie, dédié à M. le baron Cuvier à M. Latreille. In: Bulletin des sciences naturelles et de géologie. Band 20, 1830, S. 133–135 (biodiversitylibrary.org [abgerufen am 12. Juni 2015]).
- Iconographie du règne animal de M. le baron G. Cuvier ou, Représentation d’après nature de l’une des espèces les plus et souvent non encore figurées de chaque genre d’animaux. Ouvrage povant servir d’atlas à tous les Traités de Zoologie, dédié à M. le baron Cuvier à M. Latreille. In: Bulletin des sciences naturelles et de géologie. Band 21, 1830, S. 307–309 (biodiversitylibrary.org [abgerufen am 12. Juni 2015]).
- Voyage autour du monde: exécuté par ordre du roi, sur la corvette de Sa Majesté, La Coquille, pendant les années 1822, 1823, 1824, et 1825 (= Zoologie: Crustacés, Arachnides et Insects. Band 2, Nr. 2). Artus Bertrand, Paris 1830 (books.google.de [abgerufen am 12. Juni 2015]).

### Jahr 1831
- Iconographie du règne animal de M. le baron G. Cuvier ou, Représentation d’après nature de l’une des espèces les plus et souvent non encore figurées de chaque genre d’animaux. Ouvrage povant servir d’atlas à tous les Traités de Zoologie, dédié à M. le baron Cuvier à M. Latreille. In: Bulletin des sciences naturelles et de géologie. Band 26, 1831, S. 294–296 (books.google.de [abgerufen am 12. Juni 2015]).
- Microrhipis. Microrhipis. In: Magasin de zoologie. Band 1, 1831, S. 1 (biodiversitylibrary.org [abgerufen am 12. Juni 2015]).
- Phaleria ephippiger. In: Magasin de zoologie. Band 1, 1831, S. 2 (biodiversitylibrary.org [abgerufen am 12. Juni 2015]).
- Mutilla senegalensis. In: Magasin de zoologie. Band 1, 1831, S. 6 (biodiversitylibrary.org [abgerufen am 12. Juni 2015]).
- Achias oculatus. In: Magasin de zoologie. Band 1, 1831, S. 7 (biodiversitylibrary.org [abgerufen am 12. Juni 2015]).
- Tingis dilatata. In: Magasin de zoologie. Band 1, 1831, S. 8 (biodiversitylibrary.org [abgerufen am 12. Juni 2015]).
- Lobèdère. Lobederus. In: Magasin de zoologie. Band 1, 1831, S. 9 (biodiversitylibrary.org [abgerufen am 12. Juni 2015]).
- Buprestis percheronii. In: Magasin de zoologie. Band 1, 1831, S. 10 (biodiversitylibrary.org [abgerufen am 12. Juni 2015]).
- Cladophorus lateralis. In: Magasin de zoologie. Band 1, 1831, S. 11 (biodiversitylibrary.org [abgerufen am 12. Juni 2015]).
- Gynautocère, Gynautocera. In: Magasin de zoologie. Band 1, 1831, S. 12 (biodiversitylibrary.org [abgerufen am 12. Juni 2015]).
- Doryphora dejeanii. In: Magasin de zoologie. Band 1, 1831, S. 14 (biodiversitylibrary.org [abgerufen am 12. Juni 2015]).
- Agrio fulgipennis. In: Magasin de zoologie. Band 1, 1831, S. 15 (biodiversitylibrary.org [abgerufen am 12. Juni 2015]).
- Toxophora carcelii. In: Magasin de zoologie. Band 1, 1831, S. 16 (biodiversitylibrary.org [abgerufen am 12. Juni 2015]).
- Lampyris madagascariensis. In: Magasin de zoologie. Band 1, 1831, S. 22 (biodiversitylibrary.org [abgerufen am 12. Juni 2015]).
- Pelecium refulgens. In: Magasin de zoologie. Band 1, 1831, S. 23 (biodiversitylibrary.org [abgerufen am 12. Juni 2015]).
- Pimpla atrata. In: Magasin de zoologie. Band 1, 1831, S. 28 (biodiversitylibrary.org [abgerufen am 12. Juni 2015]).
- Cassida tricolore. In: Magasin de zoologie. Band 1, 1831, S. 31 (biodiversitylibrary.org [abgerufen am 12. Juni 2015]).

### Jahr 1831 bis 1835
- mit Louis Jean Baptiste Bory de Saint-Vincent, Pierre Peytier, Émile Puillon Boblaye, Aristide Camille Servier, Gaspard Auguste Brullé, Pierre Théodore Virlet d'Aoust, Étienne Geoffroy Saint-Hilaire, Isidore Geoffroy Saint-Hilaire, Adolphe Brongniart, Gabriel Bibron, Gérard Paul Deshayes, Félix Édouard Guérin-Méneville, Louis Anastase Chaubard, Jean Baptiste Fauché: Expédition scientifique de Morée. Section des sciences physiques, Ouvrage dédié au Roi. Publié sous les auspices de M. Guizot, Mininstre de l'instruction publiques. Atlas. chez F.G. Levrault, Paris, Straßburg 1835 (bnf.fr – 1831–1835).

### Jahr 1832
- Scarites goudotii. In: Magasin de zoologie. Band 2, 1832, S. 5 (biodiversitylibrary.org [abgerufen am 12. Juni 2015]).
- Buprestis aureopilosa. In: Magasin de zoologie. Band 2, 1832, S. 13 (biodiversitylibrary.org [abgerufen am 12. Juni 2015]).
- Buprestis scapularis. In: Magasin de zoologie. Band 2, 1832, S. 14 (biodiversitylibrary.org [abgerufen am 12. Juni 2015]).
- Cetonia episcopalis. In: Magasin de zoologie. Band 2, 1832, S. 21 (biodiversitylibrary.org [abgerufen am 12. Juni 2015]).
- Eurydera striata. In: Magasin de zoologie. Band 2, 1832, S. 22 (biodiversitylibrary.org [abgerufen am 12. Juni 2015]).
- Buprestis complanata. In: Magasin de zoologie. Band 2, 1832, S. 25 (biodiversitylibrary.org [abgerufen am 12. Juni 2015]).
- Buprestis exophthalma. In: Magasin de zoologie. Band 2, 1832, S. 26 (biodiversitylibrary.org [abgerufen am 12. Juni 2015]).
- Buprestis colliciata. In: Magasin de zoologie. Band 2, 1832, S. 27 (biodiversitylibrary.org [abgerufen am 12. Juni 2015]).
- Buprestis rotundata. In: Magasin de zoologie. Band 2, 1832, S. 28 (biodiversitylibrary.org [abgerufen am 12. Juni 2015]).
- Buprestis cassidoides. In: Magasin de zoologie. Band 2, 1832, S. 29 (biodiversitylibrary.org [abgerufen am 12. Juni 2015]).
- Calodromus. In: Magasin de zoologie. Band 2, 1832, S. 34 (biodiversitylibrary.org [abgerufen am 12. Juni 2015]).
- zusammen mit Hippolyte Louis Gory: Calodromus mellyi. In: Magasin de zoologie. Band 2, 1832, S. 34 (biodiversitylibrary.org [abgerufen am 12. Juni 2015]).

### Jahr 1833
- Urocerus lefebvre. In: Magasin de zoologie. Band 3, 1833, S. 68 (biodiversitylibrary.org [abgerufen am 12. Juni 2015]).
- Exposition des espèces du genre Trigonodactyla (Dejean). In: Magasin de zoologie. Band 3, 1833, S. 73 (biodiversitylibrary.org [abgerufen am 12. Juni 2015]).
- Anisocelis alipes. In: Magasin de zoologie. Band 3, 1833, S. 75 (biodiversitylibrary.org [abgerufen am 12. Juni 2015]).
- Aterpus pipa. In: Magasin de zoologie. Band 3, 1833, S. 98 (biodiversitylibrary.org [abgerufen am 12. Juni 2015]).
- Meloe saulcyi. In: Magasin de zoologie. Band 3, 1833, S. 100 (biodiversitylibrary.org [abgerufen am 12. Juni 2015]).
- zusammen mit Émile Puillon Boblaye, Amédée Burat, Gabriel Bibron, Guillaume Clavé, Jean Théodore Cocteau, Louis Michel Français Doyère, Pierre-Louis Duclos, François Foy, Paul Gentil, Henry Guillaumé, Jean Jacques Nicolas Huot, François Malepeyre, Camille Jubé de la Perelle, François Lallemand, Pierre-Hippolyte Lucas, Gaspard-Joseph Martin-Saint-Ange, Charles Henry Dessalines d’Orbigny, Achille Rémy Percheron, Pierre Louis Rousseau, Arsène Thiébaut de Berneaud: Dictionnaire pittoresque d’histoire naturelle et des phénomènes de la nature contenant l’histoire des animaux, des végétaux, des minéraux, des météores, des principaux phénomènes physiques et des curiosités naturelles, avec des détails sur l’emploi des productions des trois règnes dans les usages de la vie, les arts et les métiers et les manufactures rédigé par une société de naturalistes sous la direction de F.E. Guérin. Band 1, 1833–34. E. Legier, Saint-Omer (biodiversitylibrary.org [abgerufen am 12. Juni 2015]).

### Jahr 1834
- Über eine Mücke Bolitophila cinerea. In: Isis von Oken. Band 27, 1834, S. 926–927 (biodiversitylibrary.org [abgerufen am 12. Juni 2015]).
- In: Voyage aux Indes-orientales, par le nord de l’Europe, les provinces du Caucase, la Géorgie, l’Arménie et la Perse, suivi de détails topographiques, statistiques et autres sur le Pégou, les iles de Java, de Maurice et de Bourbon, sur le Cap-de-Bonne-Espérance et Sainte-Héléne, pendant les années 1825, 1826, 1827, 1828 et 1829, pub. sous les auspices de LL. EE. MM. les Ministres de la marine et de l’intérieur (= Zoologie: Insectes). Artus Bertrand, Paris 1834, S. 443–512 (books.google.de [abgerufen am 12. Juni 2015]).

### Jahr 1835
- zusammen mit Émile Puillon Boblaye, Guillaume Clavé, Jean Théodore Cocteau, Pierre-Louis Duclos, François Foy, Paul Gentil, François-Louis-Paul Gervais, Antoine-Alphonse Guichenot, Jean Jacques Nicolas Huot, Pierre-Hippolyte Lucas, François Malepeyre, Camille Jubé de la Perelle, François Lallemand, Gaspard-Joseph Martin-Saint-Ange, Achille Rémy Percheron, Paul Karel Sander Leonard Rang, Arsène Thiébaut de Berneaud: Dictionnaire pittoresque d’histoire naturelle et des phénomènes de la nature contenant l’histoire des animaux, des végétaux, des minéraux, des météores, des principaux phénomènes physiques et des curiosités naturelles, avec des détails sur l’emploi des productions des trois règnes dans les usages de la vie, les arts et les métiers et les manufactures rédigé par une société de naturalistes sous la direction de F.E. Guérin. Band 2. E. Legier, Saint-Omer 1835 (biodiversitylibrary.org [abgerufen am 12. Juni 2015]).
- zusammen mit Guillaume Clavé, Jean Théodore Cocteau, Anselme Gaëtan Desmarest, François Foy, Paul Gentil, François-Louis-Paul Gervais, Antoine-Alphonse Guichenot, Jean Jacques Nicolas Huot, François Malepeyre, Camille Jubé de la Perelle, François Lallemand, Pierre-Hippolyte Lucas, Gaspard-Joseph Martin-Saint-Ange, Victor Amédée Meunier, Achille Rémy Percheron, Arsène Thiébaut de Berneaud: Dictionnaire pittoresque d’histoire naturelle et des phénomènes de la nature contenant l’histoire des animaux, des végétaux, des minéraux, des météores, des principaux phénomènes physiques et des curiosités naturelles, avec des détails sur l’emploi des productions des trois règnes dans les usages de la vie, les arts et les métiers et les manufactures rédigé par une société de naturalistes sous la direction de F.E. Guérin. Band 3. E. Legier, Saint-Omer 1835 (biodiversitylibrary.org [abgerufen am 12. Juni 2015]).

### Jahr 1835 bis 1838
- mit Achille Rémy Percheron: Genera des insectes, ou, Exposition détaillée de tous les caractères propres à chacun des genres de cette classe d’animaux. 1re série, Ordres et familles. Méquignon-Marvis Pére et Fils, Paris (biodiversitylibrary.org [abgerufen am 12. Juni 2015] 1835–1838).

### Jahr 1836
- zusammen mit Guillaume Clavé, Jean Théodore Cocteau, Anselme Gaëtan Desmarest, François Foy, Prosper Garnot, Paul Gentil, Jean-Joseph Zéphirin Gerbe, François-Louis-Paul Gervais, Antoine-Alphonse Guichenot, Jean Jacques Nicolas Huot, François Malepeyre, Camille Jubé de la Perelle, François Lallemand, Jean Charles Lévêque, Pierre-Hippolyte Lucas, Gaspard-Joseph Martin-Saint-Ange, Victor Amédée Meunier, Achille Rémy Percheron, Arsène Thiébaut de Berneaud, Pierre Théodore Virlet d’Aoust: Dictionnaire pittoresque d’histoire naturelle et des phénomènes de la nature contenant l’histoire des animaux, des végétaux, des minéraux, des météores, des principaux phénomènes physiques et des curiosités naturelles, avec des détails sur l’emploi des productions des trois règnes dans les usages de la vie, les arts et les métiers et les manufactures rédigé par une société de naturalistes sous la direction de F.E. Guérin. Band 4. E. Legier, Saint-Omer 1836 (biodiversitylibrary.org [abgerufen am 12. Juni 2015]).

### Jahr 1838
- Liste des Premier fondateurs de la Société Cuvierienne, Association universelle pour l’avancement de la Zoologie, de l’Anatomie comparée et de la Palaeontologie. In: Revue zoologique la Société cuviérienne. 1838, S. 189–193 (biodiversitylibrary.org [abgerufen am 12. Juni 2015]).
- Insectes du voyages de la Favorite. In: Magasin de zoologie. Band 8, 1838, S. 1–80 (biodiversitylibrary.org – Classe IX).

### Jahr 1840
- Note monographique sur le genre de Coléoptères nommé Alurnus, par Fabricus, et sur quelques groups voisins. In: Revue zoologique la Société cuviérienne. 1840, S. 330–334 (biodiversitylibrary.org [abgerufen am 22. Mai 2013]).
- Description d’un nouvelle espèce de Coléoptère Longicorne du Genre Ægoidus de M. Buquet. In: Revue zoologique la Société cuviérienne. 1840, S. 334–335 (biodiversitylibrary.org [abgerufen am 12. Juni 2015]).

### Jahr 1843
- Oiseaux nouveaux d’Abyssinie. In: Revue zoologique par la Société cuviérienne. 1843, S. 161–162 (biodiversitylibrary.org [abgerufen am 22. Mai 2013]).
- Oiseaux nouveaux découverts par MM. Ferret et Galinier pendant leur voyage en Abyssinie. In: Revue zoologique la Société cuviérienne. 1843, S. 321–322 (biodiversitylibrary.org [abgerufen am 12. Juni 2015]).

### Jahr 1847
- zusammen mit Frédéric de Lafresnaye in Pierre Victor Adolphe Ferret, Joseph Germain Galinier: Voyage en Abyssinie dans les provinces du Tigré, du Samen et de l’Amhara (= Oiseaux. Band 3). Paulin, Paris 1847, S. 173–256 (biodiversitylibrary.org [abgerufen am 12. Juni 2015]).
- mit Marc Athanase Parfait Œillet Des Murs, Antoine Alphone Guichenot, Florent Prévost: Voyage en Abyssinie: exécuté pendant les années 1839, 1840, 1841, 1842, 1843 par une commission scientifique composée de MM. Théophile Lefebvre, Lieutenant de vaisseau, Chevalier de la Légion d’honneur, A. Petit et Quartin-Dillon, Docteurs-Médecins, Vignaud, Dessinateur – Publié par ordre du Gouvernement sous les auspices de M. le Ministre de la Marine. Band 6. Arthus-Bertrand, Paris 1847 (books.google.de [abgerufen am 12. Juni 2015]).

### Jahr 1849
- Cicindéletes de la Guinée Portugaise, découvertes par M. Bocandé, avec des notes de ce voyageur et la description des espèces nouvelles. In: Revue et magasin de zoologie pure et appliquée (= 2). Band 1, 1849, S. 76–84 (biodiversitylibrary.org).

### Jahr 1851
- IV Mélanges et nouvelles. In: Revue et magasin de zoologie pure et appliquée (= 2). Band 3, 1851, S. 158–160 (biodiversitylibrary.org [abgerufen am 12. Juni 2015]).

### Jahr 1854
- Protection des Oiseaux. In: Revue et magasin de zoologie pure et appliquée (= 2). Band 6, 1854, S. 697–700 (biodiversitylibrary.org [abgerufen am 12. Juni 2015]).

### Jahr 1857
- Nécrologie – Charles Lucien Jules Laurent Bonaparte. In: Revue et magasin de zoologie pure et appliquée (= 2). Band 9, 1857, S. 332–335 (biodiversitylibrary.org [abgerufen am 12. Juni 2015]).

### Jahr 1867
- IV Mélanges et nouvelles: On lit dans le journal d’ornithologie l’Ibis 1863. In: Revue et magasin de zoologie pure et appliquée (= 2). Band 19, 1867, S. 78–80 (biodiversitylibrary.org [abgerufen am 12. Juni 2015]).